# Hervé Gourmelon
Pour les articles homonymes, voir Gourmelon.
Hervé Gourmelon (né le 4 octobre 1964 à Mussidan,) est un coureur cycliste français, principalement actif dans les années 1980.

## Biographie
Hervé Gourmelon est originaire de Mussidan, une commune située en Aquitaine. Il est le fils de François Gourmelon, un ancien champion cycliste régional. Contrairement à ce dernier, il pratique d'abord par le football durant sa jeunesse. Il se lance finalement dans le cyclisme sur le tard, en 1983, alors qu'il est âgé de dix-huit ans. Sa première licence est prise au RC Mussidanais. 
En 1986, il intègre l'AC Marmande, avec une dizaine de victoires à son actif. Évoluant en deuxième catégorie, il gagne trois nouvelles épreuves. Il intègre ensuite le FC Oloron en 1987. À vingt-deux ans, il confirme en brillant dans les principales compétitions aquitaines. Il est également sélectionné en équipe de France amateurs pour disputer le Tour du Limousin. Sur piste, il devient champion de France de poursuite par équipes en compagnie d'Armand de Las Cuevas, Daniel Pandelé et Nicolas De Bacco.
Lors de la saison 1988, il s'illustre en étant l'un des meilleurs amateurs français, avec le CA Créon. Il remporte la course Rohan-Blaye, le Circuit Montbronnais, mais aussi une étape du Ruban granitier breton et de la Ronde de l'Isard. Grâce à ses performances, il est repéré par le manager Pierre Bazzo, qui le fait passer professionnel en 1989 dans sa formation Fagor-MBK. Bon rouleur, il se fait remarquer au mois de juin en remportant le prologue de la Route du Sud. Il réalise par ailleurs de bonnes performances au Grand Prix du Midi Libre (troisième d'une étape), au Tour du Portugal et au Tour du Limousin. Son équipe Fagor disparaît cependant en 1990. Malgré ses résultats, il ne retrouve pas de contrat au plus haut niveau. Il poursuit brièvement la compétition au Cyclo-Club Béarnais en 1990, avant de mettre un terme à sa carrière.

## Palmarès

### Palmarès amateur
- 1984
  - Boucles du Périgord Nord
- 1987
  -  Champion de France de poursuite par équipes
  - Champion d'Aquitaine du contre-la-montre par équipes
  - La Pyrénéenne
  - 2e du Grand Prix de Monpazier
  - 3e du Circuit de la Chalosse
  - 3e du championnat d'Aquitaine sur route
- 1988
  - Rohan-Blaye
  - Tour de Gironde
  - 1re étape du Ruban granitier breton
  - Une étape de la Ronde de l'Isard
  - 3e du Circuit des Vins du Blayais

### Palmarès professionnel
- 1989
  - Prologue de la Route du Sud